# Els tres dies següents
Els tres dies següents (títol original en anglès, The Next Three Days) és una pel·lícula de thriller i ficció criminal estatunidenca del 2010 escrita i dirigida per Paul Haggis, protagonitzada per Russell Crowe i Elizabeth Banks. Es tracta d'una nova versió de la pel·lícula francesa del 2008 Pour elle, dirigida per Fred Cavayé. La trama segueix un marit que pren mesures extremes per alliberar la seva dona de la presó després que sigui condemnada injustament per l'assassinat del seu cap. S'ha doblat al català.
Rodada a Pittsburgh a finals del 2009, la pel·lícula es va estrenar als cinemes dels Estats Units el 19 de novembre de 2010 a càrrec de Lionsgate. Va rebre crítiques en diversos sentits i va recaptar 68 milions de dòlars a tot el món amb un pressupost de producció de 30 milions.